# Quinshon Judkins
Quinshon A. Judkins (Pike Road, 29 ottobre 2003) è un giocatore di football americano statunitense che milita nel ruolo di running back per i Cleveland Browns della National Football League (NFL).

## Carriera universitaria
Judkins iniziò la sua prima stagione a Ole Miss nel 2022 come secondo running back nelle gerarchie della squadra. Per la sua prestazione nel quarto turno condivise il premio di miglior debuttante della settimana della Southeastern Conference (SEC) dopo avere corso 140 yard e 2 touchdown su 27 possessi nella vittoria per 35–27 su Tulsa. La sua stagione si chiuse con un record scolastico di 1.567 yard corse e 16 touchdown, oltre a 132 yard ricevute e un'altra marcatura. Fu inserito nella formazione ideale della SEC e premiato come debuttante dell'anno della stessa.
Il 4 gennaio 2024 Judkins annunciò che avrebbe cambiato istituto. Quattro giorni dopo annunciò di avere scelto di giocare per Ohio State. Nell'unica stagione con i Buckeyes fu inserito nella terza formazione ideale della Big Ten Conference e conquistò il titolo nazionale battendo in finale Notre Dame. Il 24 gennaio 2025 annunciò la sua intenzione di passare tra i professionisti.

## Carriera professionistica

### Cleveland Browns
Judkins fu scelto nel corso del secondo giro (36º assoluto) del Draft NFL 2025 dai Cleveland Browns.